# León Gieco
León Gieco, vlastním jménem Raúl Alberto Antonio Gieco (* 20. listopadu 1951 Cañada Rosquín, provincie Santa Fe) je argentinský zpěvák, kytarista a hudební skladatel. Pro spojování lidové hudby s rockem a společenskou angažovanost svých textů bývá srovnáván s Bobem Dylanem. Kromě kytary a foukací harmoniky hraje také na domorodý nástroj charango.
Začal vystupovat s hudební skupinou Los Moscos, od roku 1969 žil v Buenos Aires, kde byl jeho učitelem hudby Gustavo Santaolalla. Byl členem folkrockové superskupiny PorSuiGieco, která v roce 1975 vydala jediné eponymní album. V letech 1976 až 1983 otevřeně vystupoval proti vojenské vládě, na albu IV LP vyšel protestsong „Sólo le pido a Dios“ („Jen se ptám Boha“), který převzali do repertoáru i Bruce Springsteen, Shakira, Florent Pagny a Mercedes Sosa. V obavách z represe přesídlil do USA, po návratu v roce 1981 podnikl velké koncertní turné po Argentině, později zachycené na desce De Ushuaia a La Quiaca. V říjnu 1988 se zúčastnil v Buenos Aires koncertu Human Rights Now! ve prospěch organizace Amnesty International. Hrál také pro matky z Plaza de Mayo, inicioval projekt Mundo alas na podporu zdravotně handicapovaných umělců a složil hudbu k filmu Tristána Bauera Palčivé vzpomínky (2005).
V roce 2006 mu byla udělena Latin Grammy Award za celoživotní dílo.

## Diskografie
- 1973: León Gieco
- 1974: La Banda de los Caballos Cansados
- 1976: El fantasma de Canterville
- 1978: IV LP
- 1980: Siete años
- 1981: Pensar en nada
- 1985: Corazón americano / El gran concierto
- 1985: De Ushuaia a La Quiaca, Vol. 1–3
- 1989: Semillas del corazón
- 1989: Ayer y hoy
- 1990: Livekonzert mit Pete Seeger
- 1992: Mensajes del alma
- 1994: Desenchufado
- 1997: Orozco
- 1999: En el país de la libertad
- 1999: De Ushuaia a La Quiaca, Vol. 4
- 2000: 40 obras fundamentales
- 2001: Bandidos rurales
- 2001: Por partida doble
- 2003: El vivo de León
- 2003: Serie de Oro: Grandes Exitos
- 2005: Por favor, perdón y gracias
- 2011: El desembarco